# غرز (وراثة)

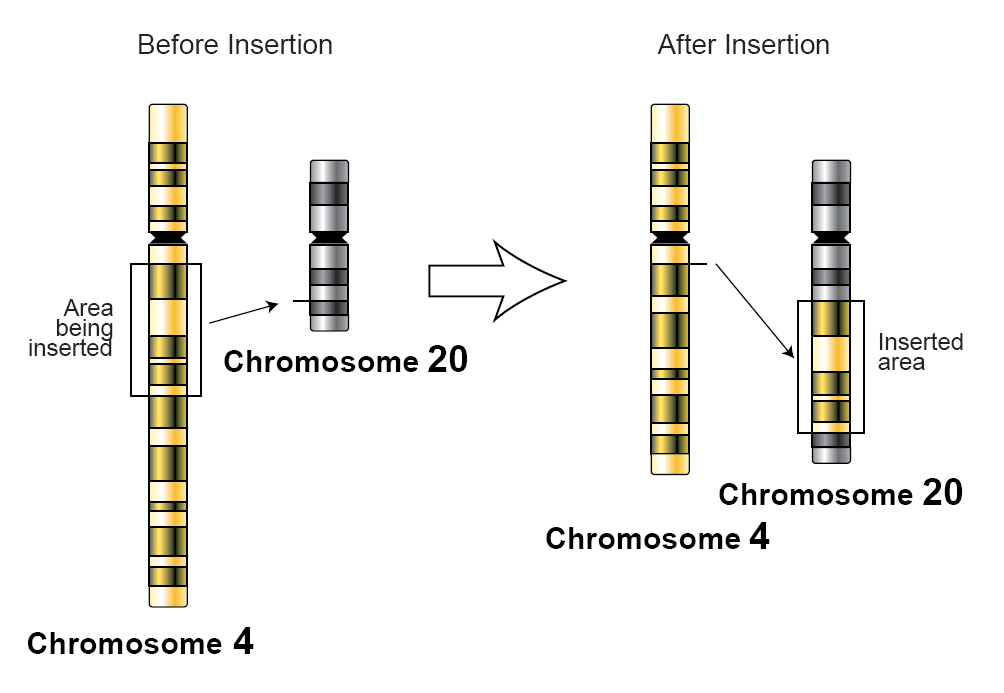
توصيح عملية الغرز في كروموسوم. انتقال جزء من كروموسوم4 إلى كروموسوم 20.

في علم الوراثة، الغرز أو طفرة الغرز (بالإنجليزية: insertion)‏ هي إضافة زوج قاعدي نوكليوتيدي واحد أو أكثر إلى تسلسل الدي أن إيه. هذا قد يحدث كثيراً في مناطق الكويكبات (التوابع الدقيقة) (بالإنجليزية: microsatellite)‏ بسبب انزلاق بوليميراز الدنا. قد يتراوح حجم هذه الطفرة من غرز زوج قاعدي واحد في تسلسل دنا، إلى غرز قسم من كروموسوم إلى كروموسوم آخر.